# 形体展示
形体展示（けいたいてんじ）とは、剥製や標本・絵や写真などで生物を見せる展示。対して生きた個体を見せる展示を生体展示という。恐竜など、絶滅した生物の展示によく利用されている。
博物館などによっては、静態展示（静態保存）ともいう。